# Phyllachora urvilleana
Phyllachora urvilleana är en svampart som beskrevs av Speg. 1909. Phyllachora urvilleana ingår i släktet Phyllachora och familjen Phyllachoraceae.   Inga underarter finns listade i Catalogue of Life.